# Teologia histórica
Teologia histórica é o estudo da história da doutrina cristã. Grenz, Guretzki e Nordling a descrevem como "A divisão da disciplina teológica que busca entender e delinear como a igreja interpretou as Escrituras e desenvolveu a doutrina ao longo de sua história, desde o tempo dos apóstolos até o presente. A dupla função da teologia histórica é mostrar a origem e o desenvolvimento das crenças mantidas nos dias atuais e ajudar os teólogos contemporâneos a identificar erros teológicos do passado que devem ser evitados no presente ".

## Visão Geral
De acordo com Friedrich Schleiermacher, a teologia histórica é uma disciplina histórica, que aborda áreas da teologia usando métodos empregados no estudo de qualquer outro fenômeno histórico. Isso se baseia na noção de que a teologia tem um ponto de partida histórico e não especulativo. Por exemplo, a Bíblia e os escritos de concílios ecumênicos são considerados fontes históricas e seu conteúdo é tratado como relato de testemunhas. Ele cobre a maior parte do que Schleiermacher denominou como o verdadeiro corpo da teologia e pode incluir teologia exegética, dogmática e História da Igreja.
Como um ramo da teologia, investiga os mecanismos sócio-históricos e culturais que dão origem a ideias, declarações e sistemas teológicos. O campo enfoca a relação entre a teologia e seus contextos, bem como as principais influências teológicas ou filosóficas sobre as figuras e os tópicos estudados. Seu fundamento e objetivos metodológicos são semelhantes aos usados pelos historiadores intelectuais que pesquisam a epistemologia histórica, particularmente aqueles como Matthew Daniel Eddy, que investiga as conexões culturais entre a teologia e outras disciplinas existentes no passado.
Uma posição evangélica sustenta que a teologia histórica deve estar alinhada com a palavra de Deus ou que deve sempre fazer referência à Escritura.